# Delroy Lindo
Delroy Lindo (Greenwich, Londres; 18 de noviembre de 1952) es un actor británico. Ha sido nominado al premio Tony y a los Premios del Sindicato de Actores y ha ganado un Satellite Award. Es conocido por sus papeles como el Sr. Rose en The Cider House Rules y como Catlett en Get Shorty. Desde 2017 protagoniza la serie de televisión The Good Fight.

## Biografía

### Primeros años
Lindo nació en Greenwich, Londres, hijo de inmigrantes jamaicanos, y se crio en Lewisham (Inglaterra). Su madre era enfermera y su padre tenía varios trabajos. A los cinco años apareció en varias obras navideñas. Cuando era un adolescente, su madre y él se mudaron a Toronto (Canadá) y cuando tenía 16 años, se mudaron a San Francisco (California), donde Lindo se graduó en el American Conservatory Theater.

## Carrera
El debut cinematográfico de Lindo fue la comedia británica de 1976 Find the Lady, seguida por su papel como un sargento del ejército en More American Graffiti. En 1979, abandonó la industria del cine durante diez años para concentrarse en su trabajo teatral. En 1982, Lindo debutó en Broadway en  Master Harold...and the Boys dirigida por el autor de la obra, Athol Fugard. Para 1988, obtuvo una nominación para los premios Tony por su rol como Herald Loomis en Joe Turner's Come and Gone.
El director Spike Lee fue quien impulsó la carrera de Lindo cuando lo eligió para actuar como Woody Carmichael en la comedia Crooklyn, a pesar de que Lindo había rechazado un papel en su película Haz lo que debas para actuar en la película de ciencia ficción The Blood of Heroes. Entre los filmes en los que Lindo ha actuado están Get Shorty, Clockers, Ransom y Soul of the Game. La mayoría de los papeles interpretados por Lindo son como un villano traicionero o como un profesional confiable. Lindo también ha actuado para la televisión, protagonizando recientemente la serie Kidnapped. También apareció como estrella invitada en el episodio de Los Simpson "Brawl in the Family".

## Filmografía
- Sinners (2025)
- Mas dura será la caida (2021, Netflix)
- The Good Fight (2017-2021, serie de TV)
- Da 5 Bloods (2020, Netflix)
- Marvel's Most Wanted (2016, serie de TV)
- Point Break (2015)
- El Poder de la Cruz (2015)
- Blood and Oil (2015, serie de TV)
- Cymbeline (2014)
- Believe (2013, serie de TV)
- Robot Chicken (2013, serie de TV, un episodio)
- The Big Bang (2011)
- The Chicago Code (2011, TV)
- Mercy (2009, TV)
- Up (2009, voz)
- This Christmas (2007)
- Sahara  (2005)
- Domino (2005)
- Wondrous Oblivion (2003)
- Profoundly Normal (2003, TV)
- El núcleo (2003)
- The Last Castle (2001)
- Heist (2001)
- El único (2001)
- Romeo Must Die (2000)
- 60 segundos (2000)
- The Book of Stars (2000)
- The Cider House Rules (1999)
- The Devil's Advocate (1997)
- A Life Less Ordinary (1997)
- Soul of the Game (1996, TV)
- Broken Arrow (1996)
- Rescate (1996)
- Get Shorty (1996)
- Feeling Minnesota (1996)
- Congo (1995)
- Clockers (1995)
- Crooklyn (1994)
- Blood in Blood Out (1993)
- Malcolm X (1992)
- The Hard Way (1991)
- Mountains of the Moon (1990)
- The Blood of Heroes (1989)
- More American Graffiti (1979)
- Find the Lady (1976)